# Rio Frio (Bragança)
Rio Frio is een plaats (freguesia) in de Portugese gemeente Bragança en telt 232 inwoners (2001).